# Спиношипообразные
Спиношипообразные (лат. Notacanthiformes) — отряд морских глубоководных лучепёрых рыб. Ранее классифицировался как подотряд спиношиповидных (Notacanthoidei) в отряде альбулообразных.

## Описание
Живут всесветно на глубине от 125 до 4900 м, большинство держится на глубине от 450 до 2500 м. Тело угревидное, вытянутое. Длина тела составляет от 10 до 120 см. Скелет хвостового плавника редуцирован или отсутствует. Имеется относительно крупный плавательный пузырь. Некоторые виды имеют фотофоры (органы свечения).
Личинки лептоцефалы могут достигать исключительно крупных размеров, имея перед метаморфозом длину до 2 м.

## Классификация

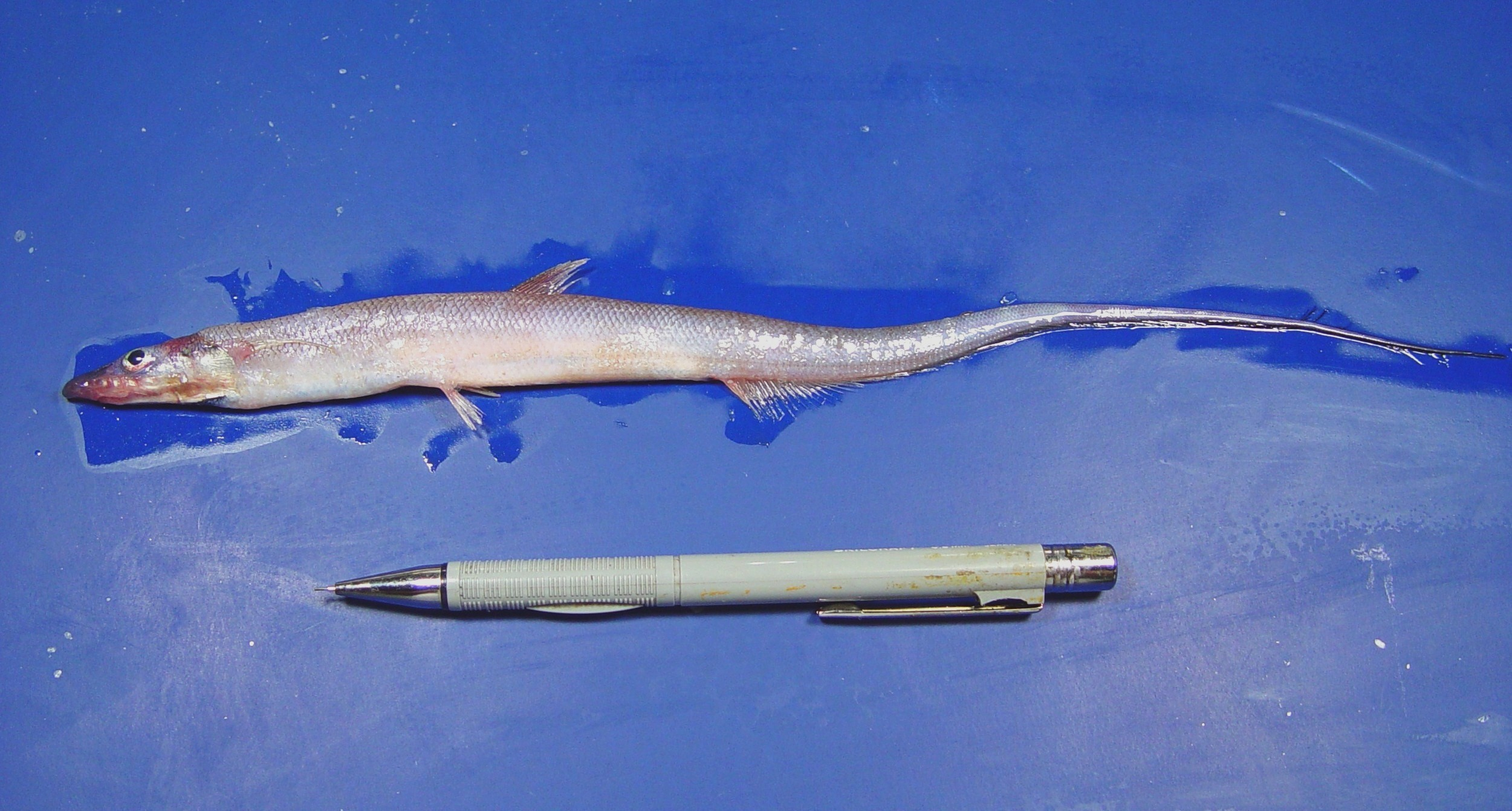
Aldrovandia gracilis

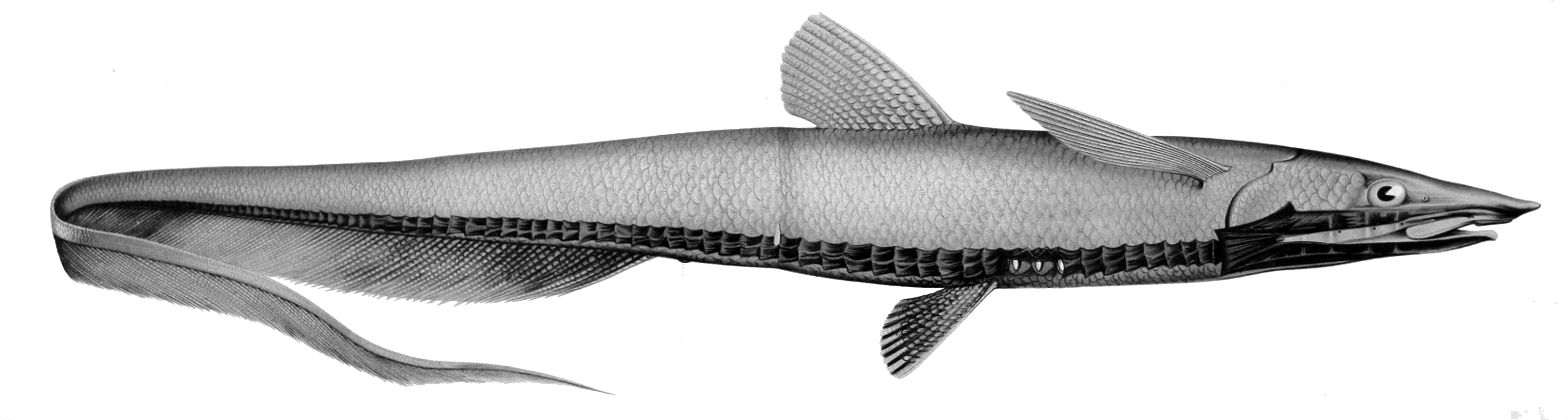
Halosauropsis macrochir

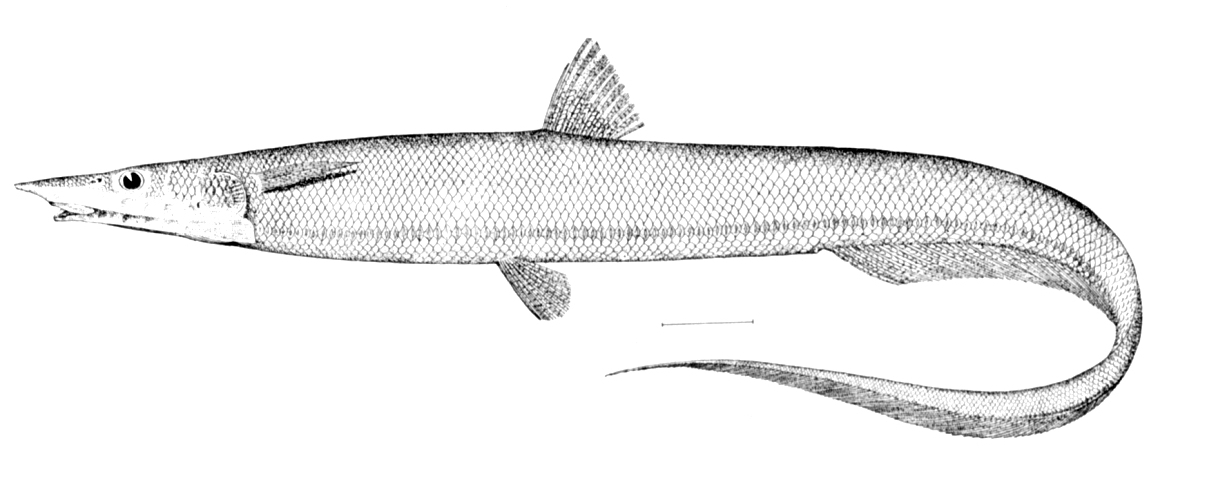
Halosaurus ovenii

В отряд включают 2 семейства, 6—7 родов и 27—28 видов:
- Семейство Halosauridae Günther, 1868
  - Род Aldrovandia
    - Aldrovandia affinis (Günther, 1877)
    - Aldrovandia gracilis Goode & Bean, 1896
    - Aldrovandia mediorostris (Günther, 1887)
    - Aldrovandia oleosa Sulak, 1977
    - Aldrovandia phalacra (Vaillant, 1888)
    - Aldrovandia rostrata (Günther, 1878)

  - Род Halosauropsis
    - Halosauropsis macrochir (Günther, 1878)

  - Род Halosaurus
    - Halosaurus attenuatus Garman, 1899
    - Halosaurus carinicauda (Alcock, 1889)
    - Halosaurus guentheri Goode & Bean, 1896
    - Halosaurus johnsonianus Vaillant, 1888
    - Halosaurus ovenii Johnson, 1864
    - Halosaurus pectoralis McCulloch, 1926
    - Halosaurus radiatus Garman, 1899
    - Halosaurus ridgwayi (Fowler, 1934)
    - Halosaurus sinensis Abe, 1974

- Семейство Notacanthidae Rafinesque, 1810 — Спиношипые
  - Род Lipogenys
    - Lipogenys gillii Goode & Bean, 1895

  - Род Notacanthus
    - Notacanthus abbotti Fowler, 1934
    - Notacanthus bonaparte Risso, 1840
    - Notacanthus chemnitzii Bloch, 1788
    - Notacanthus indicus Lloyd, 1909
    - Notacanthus sexspinis Richardson, 1846
    - Notacanthus spinosus Garman, 1899

  - Род Polyacanthonotus

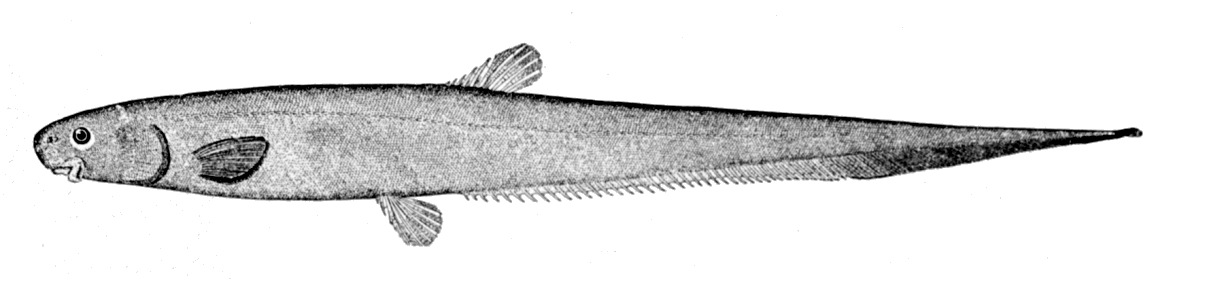
Lipogenys gillii

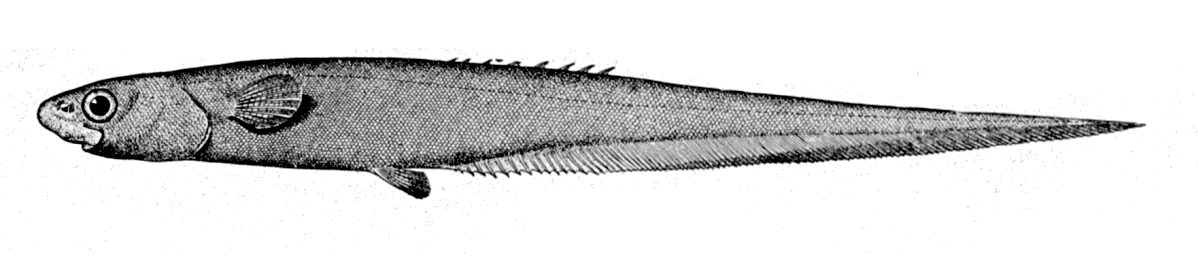
Notacanthus sexspinis

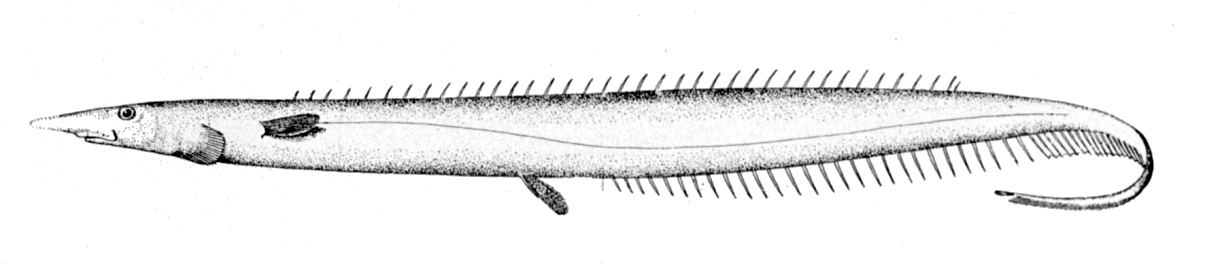
Polyacanthonotus rissoanus

    - Polyacanthonotus africanus (Gilchrist & von Bonde, 1924)
    - Polyacanthonotus challengeri (Vaillant, 1888)
    - Polyacanthonotus merretti Sulak, Crabtree & Hureau, 1984
    - Polyacanthonotus rissoanus (De Filippi & Verany, 1857)